# 글래스고 프레스트윅 공항
글래스고 프레스트윅 공항(영어: Glasgow Prestwick Airport, IATA: PIK, ICAO: EGPK)은 스코틀랜드 서부를 담당하는 국제공항으로, 프레스트윅에서 북동쪽으로 2km, 글래스고에서 남서쪽으로 51km 떨어진 곳에 위치해 있다.